# Tineg (Abra)
Tineg is een gemeente in de Filipijnse provincie Abra op het eiland Luzon. Bij de laatste census in 2007 had de gemeente ruim 4 duizend inwoners.

## Geografie

### Bestuurlijke indeling
Tineg is onderverdeeld in de volgende 10 barangays:
- Alaoa
- Anayan
- Apao
- Belaat
- Caganayan
- Cogon
- Lanec
- Lapat-Balantay
- Naglibacan
- Poblacion

## Demografie
Tineg had bij de census van 2007 een inwoneraantal van 4.317 mensen. Dit zijn 678 mensen (13,6%) minder dan bij de vorige census van 2000. De gemiddelde jaarlijkse groei komt daarmee uit op -1,99%, hetgeen geheel anders is dan het landelijk jaarlijks gemiddelde over deze periode (2,04%). Vergeleken met de census van 1995 is het aantal mensen met 5 (0,1%) toegenomen.

De bevolkingsdichtheid van Tineg was ten tijde van de laatste census, met 4.317 inwoners op 793,7 km², 5,4 mensen per km².